# Bandicota bengalensis
Bandicota bengalensis је врста глодара из породице мишева (Muridae).

## Распрострањење
Ареал врсте Bandicota bengalensis обухвата већи број држава. Присутна је у следећим државама: Индија, Бурма, Пакистан, Тајланд, Малезија, Кенија, Бангладеш, Шри Ланка и Непал. Уведена је у Индонезији и Саудијској Арабији.

## Станиште
Станишта врсте су шуме, поља риже и мочварна подручја. 
Врста је углавном присутна на подручју индијског подконтинента.

## Угроженост
Ова врста је наведена као последња брига, јер има широко распрострањење и честа је врста.